# Konvicted
Konvicted è il secondo album in studio del cantante statunitense Akon, pubblicato il 14 novembre 2006.

## Tracce
1. Shake Down - (A. Thiam, G. Tuinfort) - (3:52)
2. Blown Away - (A. Thiam, D. Styles, G. Tuinfort) - (3:29) - ft. Styles P
3. Smack That - (A. Thiam, M. Mathers, L. Resto, M. Strange) - (3:32) - ft. Eminem
4. I Wanna Love You - (A. Thiam, C. Broadus) - (4:07) - ft. Snoop Dogg
5. The Rain - (A. Thiam, S. Crocker, D. Reynolds, T. Thomas) - (3:27)
6. Never Took the Time - (A. Thiam, K. Bryce, S. Skinner) - (3:57)
7. Mama Africa - (A. Thiam, H. Abdulsamad, D. Browne, B. Dixon, E. Dwyer, P. Elton, B. Gowdy, T. Otto, D. Richards) - (4:26)
8. I Can't Wait - (A. Thiam, F. Najm) - (3:46) - ft. T-Pain
9. Gangsta Bop - (A. Thiam, T. Nielsen, R. Rask) - (4:06)
10. Tired Of Runnin' - (A. Thiam, H. Banks, C. Hampton/ R. Jackson) - (4:33)
11. Once In A While - (A. Thiam, B. Boulai, S. Prokop) - (3:57)
12. Don't Matter - (A. Thiam, A. Lawson) - (4:52)
13. Gringo - (A. Thiam) - (4:32) - UK bonus track